# Есфир Слободкина
Есфир Слободкина (Чељабинск, 22. септембар 1908 — Глен Хед, 21. јул 2002) била је америчка уметница, ауторка и илустраторка рођена у Руској империји, најпознатија по својој класичној дечијој сликовници Капе на продају . Слободкина је била прослављена авангардна уметница и феминисткиња средином 20. века.

## Биографија
Есфир Слободкина рођена је у Чељабинску, Руско царство 1908. Руска револуција 1917. створила је нестабилну и опасну климу за њихову јеврејску породицу и она је емигрирала са породицом у Харбин, где је студирала уметност и архитектуру. Слободкина је емигрирала у Сједињене Државе 1928. Уписала је Националну академију за дизајн. Тамо је упознала свог будућег мужа, Иљу Болотовског, рођеног у Русији (развели су се 1938. године). Заједно са Илијом, Слободкина је била један од оснивача групе америчких апстрактних уметника, која је почела усред контроверзи 1936. Као и други руски модернисти, окружени древним иконама и богатом занатском традицијом, Слободкина је развила доживотно поштовање јасних, богатих боја и равних, стилизованих облика.
Према њеној биографији на сајту HarperCollins,
Године 1938. Слободкина је упознала дечју ауторку Маргарет Вајз Браун. У настојању да нађе посао као илустратор, Слободкина је написала и илустровала причу са колажом под називом Мари Анд The Поодиес да би је представила Брауну. Тиме је започела нова каријера Слободкине, која је илустровала многе дечје приче за госпођу Браун (укључујући Слеепи АБЦ и Биг анд Литтле серије), док је и даље наставила свој рад као апстрактни уметник.
Крајем 1930-их, Слободкина је почела да пише и илуструје сопствене књиге за децу. Међу њена 24 објављена дела Капе за продају (1940) сматра се класиком књиге за децу; продат је у више од два милиона примерака и преведен је на више од десет језика. Капе за продају су освојиле награду Луис Керол 1958. Друга дечја дела укључују Чудесна гозба (написана 1928, први пут објављена 1955), Сат (1956), Пачићи са Лонг Ајленда (1961) и Пецо Педлер и циркуски слон (1967), поново издати као циркуске капице на продају (2002).
Године 1948, осећајући потребу да напусти Њујорк и уштедевши нешто новца, Слободкина је саградила кућу у Грејт Неку и преселила се тамо са својом мајком; у кући су остали до 1977. године.
Слободкина је умрла 2002. 

## Радови
Током 1930-их Слободкина је развила свој јединствени метод рада у уљима; спљоштен, апстрахован стил који укључује линије, суспендоване или испреплетене форме. Али до касних 30-их и 40-их Слободкина је користила разне технике и материјале. Многи њени радови су колажи и конструкције, интегришући боју, дрво, пластику и метал са свакодневним предметима као што су делови растављених писаћих машина и компјутера у забавну и често сјајну уметност. Рад Слободкине је на крају добио високо признање. Године 1943. Слободкина је укључена у емисију Пеги Гугенхајм Изложба 31 жене у галерији Уметност овог века у Њујорку.
„Њено животно дело спајало је слике и предмете у величанствене композиције изнова и изнова“, изјавио је Харолд Порчер, ауторитет за Слободкину уметност. „Изједначавам уметника попут Есфире са америчком птицом ругалицом. Птица ругалица позајмљује и улепшава песме других птица око себе. Често мења фразу док уграђује сваки елемент у оркестрацију птичијег певања. Апстрактни експресионистички покрет померио је центар света уметности из Париза у Њујорк, где је и данас. Слободкина је била члан првих оснивача америчких апстрактних уметника који помажу да се апстракција успостави као одржив облик изражавања у Америци.
Последњих година 20. века Слободкина је наставила са својом продуктивношћу, смењујући озбиљан рад на апстрактним сликама са опуштајућим активностима — за њу — стварањем скулптура, зидних завеса, мултимедијалних конструкција, лутака и накита, често направљених од старе писаће машине и компјутерски делови.
Као што је Ен Коен ДеПјетро написала: „Прелазећи скоро век инспирације, Слободкина је трајно одушевљење креативним чином и њено усмерено трагање за својом естетском визијом у мноштву медија који наставља да очарава“. 

## Додатне информације
У априлу 2000. године, у 91. години, Слободкина је основала Фондацију Слободкина, посвећену конзервацији, очувању и излагању уметности. Фондација Слободкина је осмишљена да едукује јавност о Слободкинином раду и подстакне друге да остваре своје снове кроз свест о Слободкининим достигнућима.
Пре своје смрти 2002. године, Слободкина је редизајнирала свој дом на Лонг Ајленду у мини-музеј и читаоницу за децу, место где су гости више од десет година видели више од 500 уметничких дела. Иако је Дом Слободкина распродат из нужде 2011. године, добротворна Фондација Слободкина наставља да чува наслеђе Слободкине плодне, вишеструке каријере.
Њене слике, скулптуре и књижевна дела део су колекција Метрополитен музеја у Њујорку; Смитсоновског института ; Филаделфијског музеја уметности ; Музеја уметности Хекшер ; Музеја уметности Хилвуд, Музеја Витни; the Northeast Children's Literature Collection ; Музеја лепих уметности у Бостону ; колекција де Грумондове књижевности за децу, Универзитета Јужног Мисисипија ; њујоршке јавна библиотека и других.